# Velvet Insane
Velvet Insane är en svensk musikgrupp (rock) som bildades 2013 i Östersund av gitarristen Jesper Lindgren och sångaren Jonas Eriksson. Bandets musikstil beskrivs som svängig 1970-tals rock blandat med glamrock och har inspirerats av artister så som T. Rex (rockband), Mott the Hoople, Slade, Hanoi Rocks och The Ark. 
Förutom ett antal singlar har bandet givit ut tre fullängdsalbum. Det självbetitlade debutalbumet Velvet Insane som kom 2019 och Rock 'n' Roll Glitter Suit som gavs ut 2021. I augusti 2023 gav gruppen ut sitt tredje album vid namn High Heeled Monster.

## Samarbeten
Gruppen har arbetat tillsammans med artister som Dregen och Nicke Andersson från The Hellacopters som medverkade på låten Backstreet Liberace från albumet Rock 'n' Roll Glitter Suit och före detta KISS-gitarristen Bruce Kulick på singeln A Brand New Start.
Vidare har gruppen arbetat med låtskrivaren och musikern Sören "Sulo" Karlsson från Diamond Dogs på albumen Rock 'n' Roll Glitter Suit och High Heeled Monster. Även artisten Andreas Kleerup har spelat med Velvet Insane vid konserter. Tillsammans med svenska artisten Harpo gav gruppen under 2023 ut singeln Sunglasses. 

## Diskografi[3][4]

### Studioalbum
- 2023 - High Heeled Monster (Wild Kingdom/Sound Pollution)
- 2021 - Rock 'n' Roll Glitter Suit (Wild Kingdom/Sound Pollution)
- 2019 - Velvet Insane (Metalapolis Records)

### Singlar
- 2023 - Damage Control
- 2023 - Sunglasses (tillsammans med Harpo)
- 2020 - Dream
- 2020 - Piece of Coal
- 2020 - Words Are Few
- 2020 - The Dance of Life
- 2020 - Time Will Tell
- 2020 - Blood Brother
- 2020 - A Brand New Start (feat. Bruce Kulick)
- 2019 - My Way of Life Is You
- 2019 - High On Love

## Medlemmar

### Nuvarande medlemmar[5]
- Jonas Eriksson - Sång
- Jesper Lindgren - Gitarr
- Ludvig Andersson Lindgren - Bas

### Turnerande medlemmar
- Niklas Henriksson - Elgitarr
- Federico De Costa - Trummor
- Adde Hemmingsson - Trummor
- Erik "Edan" Edlund - Trummor
- Erik Hellqvist - Saxofon
- Sebastian Persson - Saxofon

### Tidigare medlemmar
- Niklas Henriksson - Bas
- Tobias Reimbertsson - Trummor
- Jesper Sandström - Bas